# Juan Carlos Bertoldi
Juan Carlos Bertoldi (nacido el 10 de mayo de 1938 en Rosario) es un exfutbolista argentino. Se desempeñaba como arquero y debutó profesionalmente en Rosario Central. Integró también la selección Argentina.

## Carrera

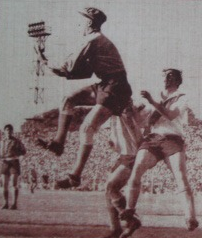
Bertoldi embolsando el balón ante un ataque de River Plate, el día de su debut.

Bertoldi tuvo su debut en la primera fecha del Campeonato de Primera División 1957, encuentro en el que el cuadro rosarino enfrentó a River Plate el 5 de mayo y que finalizó igualado en un gol. Tras la salida del peruano Walter Ormeño, se le confirió la titularidad al joven guardavallas, quien jugó todos los partidos del torneo. Hasta finalizado el Campeonato de Primera División 1959, Bertoldi atajó en todos los cotejos de su equipo, incluso en los 15 encuentros de Central en la Copa Suecia, disputada en 1958. Esta racha de presencias se extendió hasta la 5.ª fecha del Campeonato de Primera División 1960, cuando Central cayó en el clásico rosarino ante Newell's Old Boys 5-3, con una floja actuación suya que le valió la pérdida del puesto, siendo remplazado por Edgardo Andrada. Desde entonces y hasta el final del torneo no volvió a jugar, dejando Rosario Central tras haber defendido la valla auriazul en 110 ocasiones.
Su próximo destino fue Huracán; allí se desempeñó durante dos temporadas (46 partidos jugados). Pasó en 1963 a San Lorenzo de Almagro y luego lo hizo en Banfield entre 1964 y 1965. Retornó a su ciudad natal en 1966, pero para jugar en Newell's hasta 1968.

## Clubes
| Club                   | País      | Año     |
| ---------------------- | --------- | ------- |
| Rosario Central        | Argentina | 1957-60 |
| Huracán                | Argentina | 1961-62 |
| San Lorenzo de Almagro | Argentina | 1963    |
| Newell's Old Boys      | Argentina | 1966    |

## Selección nacional
Si bien no llegó a debutar oficialmente con la Selección Argentina, integró el plantel albiceleste en el Campeonato Sudamericano 1959 que tuvo sede en la propia Argentina, y en el cual logró el título. Fue el suplente de Ossvaldo Negri.

### Participaciones en la Copa América
| Copa              | Sede      | Resultado |
| ----------------- | --------- | --------- |
| Sudamericano 1959 | Argentina | Campeón   |

## Palmarés
| Equipo    | Título       | Año  |
| --------- | ------------ | ---- |
| Argentina | Sudamericano | 1959 |